# Hyde Park, New York
Hyde Park är en kommun (town) i Dutchess County i den amerikanska delstaten New York med en yta av 103 km² och en befolkning som uppgår till 21 571 (2010).
I kommunen föddes Franklin D. Roosevelt, amerikansk president 1933–1945. Hans hem Springwood är i dag ett museum, Home of Franklin D. Roosevelt National Historic Site.